# 2019-es Formula–1 ausztrál nagydíj
Az ausztrál nagydíj volt a 2019-es Formula–1 világbajnokság első futama, amelyet 2019. március 15. és március 17. között rendeztek meg a Melbourne Grand Prix Circuit versenypályán, Melbourne-ben. Az 1950-es évek óta ezen a futamon fordult elő először, hogy a verseny leggyorsabb körét megfutó pilóta (amennyiben az egyébként is pontot érő első tíz hely valamelyikén végez) és csapata további egy világbajnoki ponttal gazdagodjon.
A verseny előtt három nappal, március 14-én hajnalban hunyt el Charlie Whiting, a Formula–1 versenyigazgatója.

## Választható keverékek
| Abroncs                  | Friss | Használt |
| ------------------------ | ----- | -------- |
| Kemény keverék (C2)      |       |          |
| Közepes keverék (C3)     |       |          |
| Lágy keverék (C4)        |       |          |
| Intermediate keverék (I) |       |          |
| Esős keverék (W)         |       |          |

## Szabadedzések

### Első szabadedzés
Az ausztrál nagydíj első szabadedzését március 15-én, pénteken délelőtt tartották, magyar idő szerint hajnali 02:00-tól.
| helyezés | versenyző          | csapat/motor          | elért idő | különbség | futott kör |
| -------- | ------------------ | --------------------- | --------- | --------- | ---------- |
| 1        | Lewis Hamilton     | Mercedes              | 1:23,599  | −         | 26         |
| 2        | Sebastian Vettel   | Ferrari               | 1:23,637  | +0,038    | 18         |
| 3        | Charles Leclerc    | Ferrari               | 1:23,673  | +0,074    | 18         |
| 4        | Max Verstappen     | Red Bull-Honda        | 1:23,792  | +0,193    | 22         |
| 5        | Valtteri Bottas    | Mercedes              | 1:23,866  | +0,267    | 30         |
| 6        | Kimi Räikkönen     | Alfa Romeo-Ferrari    | 1:24,816  | +1,217    | 18         |
| 7        | Danyiil Kvjat      | Toro Rosso-Honda      | 1:24,832  | +1,233    | 30         |
| 8        | Pierre Gasly       | Red Bull-Honda        | 1:24,932  | +1,333    | 23         |
| 9        | Kevin Magnussen    | Haas-Ferrari          | 1:24,934  | +1,335    | 24         |
| 10       | Nico Hülkenberg    | Renault               | 1:25,015  | +1,416    | 11         |
| 11       | Antonio Giovinazzi | Alfa Romeo-Ferrari    | 1:25,166  | +1,567    | 23         |
| 12       | Romain Grosjean    | Haas-Ferrari          | 1:25,224  | +1,625    | 18         |
| 13       | Alexander Albon    | Toro Rosso-Honda      | 1:25,230  | +1,631    | 21         |
| 14       | Carlos Sainz Jr.   | McLaren-Renault       | 1:25,285  | +1,686    | 19         |
| 15       | Lance Stroll       | Racing Point-Mercedes | 1:25,288  | +1,689    | 26         |
| 16       | Sergio Pérez       | Racing Point-Mercedes | 1:25,498  | +1,899    | 21         |
| 17       | Daniel Ricciardo   | Renault               | 1:25,634  | +2,035    | 16         |
| 18       | Lando Norris       | McLaren-Renault       | 1:25,966  | +2,367    | 31         |
| 19       | Robert Kubica      | Williams-Mercedes     | 1:27,914  | +4,315    | 25         |
| 20       | George Russell     | Williams-Mercedes     | 1:28,740  | +5,141    | 25         |

### Második szabadedzés
Az ausztrál nagydíj második szabadedzését március 15-én, pénteken délután tartották, magyar idő szerint reggel 06:00-tól.
| helyezés | versenyző          | csapat/motor          | elért idő | különbség | futott kör |
| -------- | ------------------ | --------------------- | --------- | --------- | ---------- |
| 1        | Lewis Hamilton     | Mercedes              | 1:22,600  | −         | 33         |
| 2        | Valtteri Bottas    | Mercedes              | 1:22,648  | +0,048    | 33         |
| 3        | Max Verstappen     | Red Bull-Honda        | 1:23,400  | +0,800    | 33         |
| 4        | Pierre Gasly       | Red Bull-Honda        | 1:23,442  | +0,842    | 31         |
| 5        | Sebastian Vettel   | Ferrari               | 1:23,473  | +0,873    | 35         |
| 6        | Kimi Räikkönen     | Alfa Romeo-Ferrari    | 1:23,572  | +0,972    | 40         |
| 7        | Nico Hülkenberg    | Renault               | 1:23,574  | +0,974    | 37         |
| 8        | Daniel Ricciardo   | Renault               | 1:23,644  | +1,044    | 31         |
| 9        | Charles Leclerc    | Ferrari               | 1:23,754  | +1,154    | 35         |
| 10       | Romain Grosjean    | Haas-Ferrari          | 1:23,814  | +1,214    | 37         |
| 11       | Danyiil Kvjat      | Toro Rosso-Honda      | 1:23,933  | +1,333    | 36         |
| 12       | Kevin Magnussen    | Haas-Ferrari          | 1:23,988  | +1,388    | 27         |
| 13       | Lance Stroll       | Racing Point-Mercedes | 1:24,011  | +1,411    | 38         |
| 14       | Carlos Sainz Jr.   | McLaren-Renault       | 1:24,133  | +1,533    | 26         |
| 15       | Antonio Giovinazzi | Alfa Romeo-Ferrari    | 1:24,293  | +1,693    | 37         |
| 16       | Sergio Pérez       | Racing Point-Mercedes | 1:24,401  | +1,801    | 34         |
| 17       | Alexander Albon    | Toro Rosso-Honda      | 1:24,675  | +2,075    | 40         |
| 18       | Lando Norris       | McLaren-Renault       | 1:24,733  | +2,133    | 26         |
| 19       | George Russell     | Williams-Mercedes     | 1:26,453  | +3,853    | 32         |
| 20       | Robert Kubica      | Williams-Mercedes     | 1:26,655  | +4,055    | 33         |

### Harmadik szabadedzés
Az ausztrál nagydíj harmadik szabadedzését március 16-án, szombaton délelőtt tartották, magyar idő szerint hajnali 04:00-tól.
| helyezés | versenyző          | csapat/motor          | elért idő | különbség | futott kör |
| -------- | ------------------ | --------------------- | --------- | --------- | ---------- |
| 1        | Lewis Hamilton     | Mercedes              | 1:22,292  | −         | 12         |
| 2        | Sebastian Vettel   | Ferrari               | 1:22,556  | +0,264    | 12         |
| 3        | Charles Leclerc    | Ferrari               | 1:22,749  | +0,457    | 12         |
| 4        | Romain Grosjean    | Haas-Ferrari          | 1:23,112  | +0,820    | 17         |
| 5        | Kevin Magnussen    | Haas-Ferrari          | 1:23,334  | +1,042    | 15         |
| 6        | Pierre Gasly       | Red Bull-Honda        | 1:23,367  | +1,075    | 17         |
| 7        | Valtteri Bottas    | Mercedes              | 1:23,422  | +1,130    | 17         |
| 8        | Danyiil Kvjat      | Toro Rosso-Honda      | 1:23,442  | +1,150    | 16         |
| 9        | Max Verstappen     | Red Bull-Honda        | 1:23,481  | +1,189    | 19         |
| 10       | Daniel Ricciardo   | Renault               | 1:23,695  | +1,403    | 14         |
| 11       | Nico Hülkenberg    | Renault               | 1:23,737  | +1,445    | 15         |
| 12       | Antonio Giovinazzi | Alfa Romeo-Ferrari    | 1:23,831  | +1,539    | 16         |
| 13       | Carlos Sainz Jr.   | McLaren-Renault       | 1:24,049  | +1,757    | 21         |
| 14       | Sergio Pérez       | Racing Point-Mercedes | 1:24,082  | +1,790    | 18         |
| 15       | Alexander Albon    | Toro Rosso-Honda      | 1:24,328  | +2,036    | 15         |
| 16       | Lance Stroll       | Racing Point-Mercedes | 1:24,345  | +2,053    | 16         |
| 17       | Kimi Räikkönen     | Alfa Romeo-Ferrari    | 1:24,402  | +2,110    | 18         |
| 18       | Lando Norris       | McLaren-Renault       | 1:24,568  | +2,276    | 16         |
| 19       | George Russell     | Williams-Mercedes     | 1:25,944  | +3,652    | 14         |
| 20       | Robert Kubica      | Williams-Mercedes     | 1:26,589  | +4,297    | 16         |

## Időmérő edzés
Az ausztrál nagydíj időmérő edzését március 16-án, szombaton délután futották, magyar idő szerint reggel 07:00-tól.
| helyezés              | rajtszám | versenyző          | csapat/motor          | 1. rész  | 2. rész  | 3. rész  | rajthely | futott kör |
| --------------------- | -------- | ------------------ | --------------------- | -------- | -------- | -------- | -------- | ---------- |
| 1                     | 44       | Lewis Hamilton     | Mercedes              | 1:22,043 | 1:21,014 | 1:20,486 | 1        | 18         |
| 2                     | 77       | Valtteri Bottas    | Mercedes              | 1:22,367 | 1:21,193 | 1:20,598 | 2        | 19         |
| 3                     | 5        | Sebastian Vettel   | Ferrari               | 1:22,885 | 1:21,912 | 1:21,190 | 3        | 16         |
| 4                     | 33       | Max Verstappen     | Red Bull-Honda        | 1:22,876 | 1:21,678 | 1:21,320 | 4        | 17         |
| 5                     | 16       | Charles Leclerc    | Ferrari               | 1:22,017 | 1:21,739 | 1:21,442 | 5        | 17         |
| 6                     | 8        | Romain Grosjean    | Haas-Ferrari          | 1:22,959 | 1:21,870 | 1:21,826 | 6        | 17         |
| 7                     | 20       | Kevin Magnussen    | Haas-Ferrari          | 1:22,519 | 1:22,221 | 1:22,099 | 7        | 18         |
| 8                     | 4        | Lando Norris       | McLaren-Renault       | 1:22,702 | 1:22,423 | 1:22,304 | 8        | 21         |
| 9                     | 7        | Kimi Räikkönen     | Alfa Romeo-Ferrari    | 1:22,966 | 1:22,349 | 1:22,314 | 9        | 17         |
| 10                    | 11       | Sergio Pérez       | Racing Point-Mercedes | 1:22,908 | 1:22,532 | 1:22,781 | 10       | 15         |
| 11                    | 27       | Nico Hülkenberg    | Renault               | 1:22,540 | 1:22,562 |          | 11       | 10         |
| 12                    | 3        | Daniel Ricciardo   | Renault               | 1:22,921 | 1:22,570 |          | 12       | 12         |
| 13                    | 23       | Alexander Albon    | Toro Rosso-Honda      | 1:22,757 | 1:22,636 |          | 13       | 14         |
| 14                    | 99       | Antonio Giovinazzi | Alfa Romeo-Ferrari    | 1:22,431 | 1:22,714 |          | 14       | 14         |
| 15                    | 26       | Danyiil Kvjat      | Toro Rosso-Honda      | 1:22,511 | 1:22,774 |          | 15       | 13         |
| 16                    | 18       | Lance Stroll       | Racing Point-Mercedes | 1:23,017 |          |          | 16       | 6          |
| 17                    | 10       | Pierre Gasly       | Red Bull-Honda        | 1:23,020 |          |          | 17       | 6          |
| 18                    | 55       | Carlos Sainz Jr.   | McLaren-Renault       | 1:23,084 |          |          | 18       | 6          |
| 19                    | 63       | George Russell     | Williams-Mercedes     | 1:24,360 |          |          | 19       | 9          |
| 20                    | 88       | Robert Kubica      | Williams-Mercedes     | 1:26,067 |          |          | 20       | 8          |
| 107%-os idő: 1:27,758 |          |                    |                       |          |          |          |          |            |

## Futam
Az ausztrál nagydíj futama március 25-én, vasárnap rajtolt, magyar idő szerint reggel 06:10-kor.
| helyezés | rajtszám | versenyző          | csapat/motor          | futott kör | idő/kiesés oka   | rajthely | Abroncs | pont  |
| -------- | -------- | ------------------ | --------------------- | ---------- | ---------------- | -------- | ------- | ----- |
| 1        | 77       | Valtteri Bottas    | Mercedes              | 58         | 1:25:27,325      | 2        |         | 26[1] |
| 2        | 44       | Lewis Hamilton     | Mercedes              | 58         | +20,886          | 1        |         | 18    |
| 3        | 33       | Max Verstappen     | Red Bull-Honda        | 58         | +22,520          | 4        |         | 15    |
| 4        | 5        | Sebastian Vettel   | Ferrari               | 58         | +57,109          | 3        |         | 12    |
| 5        | 16       | Charles Leclerc    | Ferrari               | 58         | +58,230          | 5        |         | 10    |
| 6        | 20       | Kevin Magnussen    | Haas-Ferrari          | 58         | +1:27,156        | 7        |         | 8     |
| 7        | 27       | Nico Hülkenberg    | Renault               | 57         | +1 kör           | 11       |         | 6     |
| 8        | 7        | Kimi Räikkönen     | Alfa Romeo-Ferrari    | 57         | +1 kör           | 9        |         | 4     |
| 9        | 18       | Lance Stroll       | Racing Point-Mercedes | 57         | +1 kör           | 16       |         | 2     |
| 10       | 26       | Danyiil Kvjat      | Toro Rosso-Honda      | 57         | +1 kör           | 15       |         | 1     |
| 11       | 10       | Pierre Gasly       | Red Bull-Honda        | 57         | +1 kör           | 17       |         |       |
| 12       | 4        | Lando Norris       | McLaren-Renault       | 57         | +1 kör           | 8        |         |       |
| 13       | 11       | Sergio Pérez       | Racing Point-Mercedes | 57         | +1 kör           | 10       |         |       |
| 14       | 23       | Alexander Albon    | Toro Rosso-Honda      | 57         | +1 kör           | 13       |         |       |
| 15       | 99       | Antonio Giovinazzi | Alfa Romeo-Ferrari    | 57         | +1 kör           | 14       |         |       |
| 16       | 63       | George Russell     | Williams-Mercedes     | 56         | +2 kör           | 19       |         |       |
| 17       | 88       | Robert Kubica      | Williams-Mercedes     | 55         | +3 kör           | 20       |         |       |
| ki       | 8        | Romain Grosjean    | Haas-Ferrari          | 29         | kerék            | 6        |         |       |
| ki       | 3        | Daniel Ricciardo   | Renault               | 28         | baleseti sérülés | 12       |         |       |
| ki       | 55       | Carlos Sainz Jr.   | McLaren-Renault       | 9          | erőforrás        | 18       |         |       |

Megjegyzés:
- ↑ 1:  — Valtteri Bottas a helyezéséért járó pontok mellett a versenyben futott leggyorsabb körért további 1 pontot szerzett.

## A világbajnokság állása a verseny után
| H   | Versenyzők       | Pont | H   | Konstruktőrök             | Pont |
| --- | ---------------- | ---- | --- | ------------------------- | ---- |
| 1.  | Valtteri Bottas  | 26   | 1.  | Mercedes                  | 44   |
| 2.  | Lewis Hamilton   | 18   | 2.  | Ferrari                   | 22   |
| 3.  | Max Verstappen   | 15   | 3.  | Red Bull-Honda            | 15   |
| 4.  | Sebastian Vettel | 12   | 4.  | Haas-Ferrari              | 8    |
| 5.  | Charles Leclerc  | 10   | 5.  | Renault                   | 6    |
| 6.  | Kevin Magnussen  | 8    | 6.  | Alfa Romeo-Ferrari        | 4    |
| 7.  | Nico Hülkenberg  | 6    | 7.  | Racing Point-BWT Mercedes | 2    |
| 8.  | Kimi Räikkönen   | 4    | 8.  | Toro Rosso-Honda          | 1    |
| 9.  | Lance Stroll     | 2    | 9.  | McLaren-Renault           | 0    |
| 10. | Danyiil Kvjat    | 1    | 10. | Williams-Mercedes         | 0    |

(A teljes táblázat)

## Statisztikák
- Vezető helyen:
  - Valtteri Bottas: 56 kör (1-22 és 25-58)
  - Max Verstappen: 2 kör (23-24)
- Lewis Hamilton 84. pole-pozíciója.
- Valtteri Bottas 4. futamgyőzelme és 11. versenyben futott leggyorsabb köre.
- A Mercedes 88. futamgyőzelme.
- Valtteri Bottas 31., Lewis Hamilton 135., Max Verstappen 23. dobogós helyezése.
- Lando Norris, Alexander Albon és George Russell első Formula–1-es versenye.